# Business process outsourcing
Business process outsourcing (BPO) is een vorm van uitbesteding waarin de uitvoering van activiteiten en verantwoordelijkheden van een specifiek bedrijfsproces in handen wordt gelegd van een externe serviceprovider. Oorspronkelijk gebeurde dit door productiebedrijven als Coca-Cola die grote delen van de toeleveringsketen uitbesteedden.

## Soorten
BPO wordt wel onderverdeeld in backoffice-outsourcing – waar interne bedrijfsfuncties onder vallen als human resources, financiën en boekhouding – en frontoffice-outsourcing, met klantgerelateerde diensten als callcenterdiensten. Als er buiten het land van een bedrijf wordt gecontracteerd, wordt dit offshore outsourcing (vgl. offshoring) genoemd en in het buurland (of nabijgelegen land) nearshore outsourcing (vgl. nearshoring).
Wanneer het om op informatietechnologie gebaseerde bedrijfsprocessen gaat, wordt gesproken over ITES-BPO (Information Technology Enabled Service) of IT-outsourcing. Andere onderverdelingen zijn de uitbesteding van kennisprocessen (knowledge proces outsourcing; KPO) en juridische processen (legal process outsourcing; LPO).

## Kansen en bedreigingen
Een belangrijk doel dat bedrijven met BPO willen bereiken is de vergroting van de flexibiliteit. In het begin van de jaren 2000 draaide het bij BPO vooral om kostenefficiëntie, wat destijds een zekere mate van flexibiliteit mogelijk maakte. Als gevolg van technologische vooruitgang en veranderingen in de branche (van productgebaseerde naar servicegebaseerde contracten) wordt BPO ingezet om backoffices uit te besteden om tijd te besparen en kwaliteit te bewaken.
Risico's van het uitbesteden van bedrijfsprocessen liggen in de veiligheid op het gebied van privacy, kennis en communicatie, vooral wanneer die van westerse bedrijven offshore wordt bewaakt. Ook is er het risico van onderschatting van een andere houding van medewerkers, de lopende kosten en het verlies van zelfstandigheid.